# El Tipal
El Tipal  es una urbanización cerrada ubicada en la Provincia de Salta, Argentina. Está ubicada 8 km al noroeste del centro de Salta, al Sur de la Ruta Provincial 28 que vincula dicha ciudad con Villa San Lorenzo, estando conurbada con esta última. En el censo de 2001 se la integró con La Almudena en el componente censal El Tipal - La Almudena, dentro de Villa San Lorenzo.
Lo componen unas 300 hectáreas compuestas por lotes que van desde los 1 500 m² hasta las 4 hectáreas. El emprendimiento nació en 1992 cuando la constructora Encon adquirió los lotes que pertenecían al Campo General Belgrano del Ejército Argentino, previa desvinculación del trazado de la Ruta 28. El trazado de las calles es irregular para acompañar la topografía del terreno. En la urbanización se pueden encontrar un área de recreación con canchas de varios deportes. La misma posee agua potable, gas natural, electricidad y teléfono, todo hecho de forma subterránea.